# 張羽 (崑山)
張羽（1493年—？），字子儀，直隸蘇州府崑山縣人，軍籍，明朝政治人物。

## 生平
正德十四年（1519年）己卯科應天府鄉試第五十八名舉人。正德十六年（1521年）聯捷辛巳科二甲第七十九名進士。授工部主事，參與大禮議的左顺门事件，幾乎喪命。后晉升刑部員外郎，改南京刑部郎中。

## 家族
曾祖張永行；祖父張逮；父張欽，母王氏。